# Chilakanahatti, Hospet
Chilakanahatti là một làng thuộc tehsil Hospet, huyện Bellary, bang Karnataka, Ấn Độ.